# 俄罗斯科学院教授
俄罗斯科学院教授（俄语： – Proféssor Rossíiskoj akadémii naúk）是俄罗斯科学院于2015年新设立的一种名誉学术职称（俄语：почётное ученое звание），用以表彰积极参加俄罗斯科学院学术活动并出色完成科研任务的俄罗斯籍中青年学者。荣获此职称的学者意味着在本学科领域达到了俄罗斯国家级或国际级学术水平。2015年俄罗斯科学院院长弗拉基米尔·福尔托夫倡议设立一种新的职称：俄罗斯科学院教授，旨在鼓励更多的一流俄罗斯中青年学者参与俄罗斯科学院的科研工作。

## 申请条件及审批标准
- 工作单位：不设限。俄罗斯科学院的科研人员、俄罗斯各高校的教育科研人员均可以申请。
- 年龄：不得超过50岁。
- 国籍：必须拥有俄罗斯联邦国籍，并在俄罗斯境内从事科研或教学工作。
- 学历：必须拥有科学博士学位（доктор наук），相当于具有两级博士学位制度国家的第二级学位（或大博士）。

审核参考因素：拥有公认的学术研究成果，包括在主流核心刊物发表的学术论文、个人专著或专利，担任博士导师或科学博士导师的工作等。
申请程序：申请人提出申请；由俄罗斯科学院通讯院士或院士提名；经申请人所在单位的学术委员会批准；上报俄罗斯科学院进行两次投票。第一次投票在俄罗斯科学院各相关学部进行，由学部委员会成员投票；第二次投票在俄罗斯科学院主席团进行，由主席团成员作最终投票。
每位俄罗斯科学院教授都会获得由俄罗斯科学院院长弗拉基米尔·福尔托夫签名的证书。
已当选的俄罗斯科学院通讯院士或院士不能申请俄罗斯科学院教授职称。
目前，申请俄罗斯科学院教授的最严格限制条件是年龄。设置50岁的年限“门槛”主要用于奖励那些在20世纪90年代经济转型和政治危机时期仍留在俄罗斯，坚守科研岗位并做出卓越成就的俄罗斯中青年学者，以提高他们的学术地位。

## 俄罗斯科学院教授的地位与权利
在俄罗斯科学院体制中，俄罗斯科学院教授的地位低于通讯院士和院士。俄罗斯科学院教授的本职工作及重要使命在于从事高水平的科研工作。与此同时，俄罗斯科学院教授有资格出席俄罗斯科学院各学部和地区分院的学术活动并拥有评审表决权；有权向科学院所有相关机构所组织的各项活动提出建议；可以作为权威专家参与本专业领域的各种学术评价工作。
俄罗斯科学院教授仅仅是名誉职称，没有任何职称补贴（俄罗斯科学院的通讯院士或院士都有国家发放的职称补贴）。
一般而言，俄罗斯科学院教授的学术成果多于大学教授，但教学工作经验低于大学教授。俄罗斯科学院教授主要以学者本人的学术成绩见长。
在高校或企业等非俄罗斯科学院机构中的俄罗斯科学院教授享受就业优先权和优惠合同条件。优惠力度视具体情况而定。
俄罗斯的学位制度和职称制度很特殊，在其他国家中没有直接与俄罗斯科学院教授相对应的职称。俄罗斯科学院教授大致相当于45岁左右的美国顶级大学教授。

## 首批俄罗斯科学院教授的选举结果
713名学者当选俄罗斯科学院教授。其中，约55％的学者在莫斯科居住并工作，其余45%左右的人来自俄罗斯各地（64名来自圣彼得堡，~35名来自乌拉尔，100多名来自西伯利亚等）。不少俄罗斯科学院教授在闻名世界的研究机构（如：俄罗斯科学院列别捷夫物理研究所、俄罗斯科学院斯捷克洛夫数学研究所、俄罗斯科学院约菲物理技术研究所等）或大学（如：莫斯科国立大学、新西伯利亚国立大学等）工作。在俄罗斯科学院教授团队中有东方学学者，其中包括中国问题专家。另外，有2名拥有国外居住权的俄罗斯籍学者因在俄罗斯从事研究也获得俄罗斯科学院教授职称。
按计划，俄罗斯科学院教授的选举工作将每隔2-3年进行一次。
2016年10月、2019年11月，2022年5-6月和2025年5月，俄罗斯科学院进行了科学院成员（通讯院士和院士）选举工作。188名俄罗斯科学院教授晋升为通讯院士，31名俄罗斯科学院教授晋升为院士，从而大大改善了通讯院士的年龄结构，加强了俄罗斯科学院教授与俄罗斯科学院成员之间的整合工作。
俄罗斯科学院教授是终身职称。在科学院里，已当选为通讯院士的俄罗斯科学院教授不仅在学术权利和物质待遇上得到提升，而且拥有“俄罗斯科学院教授，俄罗斯科学院通讯院士” 的学术名片全称。

## 俄罗斯科学院教授活动
俄罗斯科学院教授团体的行政领导是俄罗斯科学院主席团和俄罗斯科学院战略规划中心。在科学院支持之下，俄罗斯科学院教授们组织了教授协调委员会。
所有俄罗斯科学院教授被分别安排在13个工作组。他们的工作范围包括：战略预测；俄罗斯科研教育一体化工作；确定各研究领域内的国家优先项目；学术共同体的公共关系等。近来，俄罗斯科学院教授团体向俄罗斯国家杜马（议会下院）提交了新《科学法》提案。
俄罗斯科学院教授虽然没有义务做与本单位教学科研无关的工作，但大部分教授认为，获得新职称意味着拥有更多表达自己观点和立场的机会。他们自愿参加教授团的社会活动，积极讨论如何塑造俄罗斯科学院未来，参与制定中央与地方政府的科学政策、决策及科学发展战略。俄罗斯科学院教授们正逐步成为支撑新时期俄罗斯科学发展的中流砥柱。